# 流動点
流動点（りゅうどうてん、英語: pour point）とは主に石油分野、潤滑油分野で用いられる液体の低温流動性を示す数値。凝固する直前の温度となる。

## 計測方法
JIS規格(K2269)での計測方法では測定対象の液体が入った試験管を46度まで予備加熱した後に冷却を行い、予想される流動点から10℃高い温度から計測を開始する。2.5℃下げるごとに試験管を冷却槽から取り出し横に倒して測定する。5秒間動かない場合は一つ前の測定温度、つまり流動性がなくなった温度から2.5℃高い温度が流動点となる。そのためJIS規格の流動点は2.5℃の整数倍で表される。そのほかASTM・ISOでの計測方法もあり、こちらは3℃の整数倍で表される。

## 関係する分野

### 潤滑油
潤滑油分野においては極めて流動点の低い合成油も存在するものの、全体からの割合は少なく大部分はパラフィン分を多く含む鉱油が用いられている。これらの鉱油では低温でワックス分が析出して流動性を失うため流動点は重要な項目となる。
一般的に粘度指数が高い鉱油はパラフィン分が多くなるため低温流動性は低い。鉱油でもナフテン系と呼ばれるものは低温でも高い流動性を持つため冷凍機油など特殊用途で使用されるが、粘度指数が低くなるため一般用途ではほとんど使用されない。

### 燃料
燃料分野、例えば軽油も低温ではワックス分が析出するため流動点が高い。そのため流動点によってJIS規格が分かれるなど重要項目となっている。バイオディーゼル燃料においても低温で脂肪酸メチルエステルが析出するため流動点は高く、特に飽和脂肪酸が多いものほど高くなる。

### 原油
以上のものにかぎらず原油の時点から流動点は重要な要素となっている。高流動点原油では油田からの採掘から生産、輸送など広い範囲での操業条件が厳しくなる。操業温度が流動点より低い場合は加熱、保温や流動点降下剤の添加などで流動性を確保する必要があり、生産設備への負担も大きくなる。

## 流動点への対応

### 潤滑油
パラフィン系鉱油では低温流動性の低いノルマルパラフィンを減らし、低温流動性の高いイソパラフィンを主体とすることで良好な粘度指数を得た上で流動点を下げるなど精製を行っている。グループIII基油などはこれらを行っており一般的な鉱油と比較すると高い粘度指数と低温流動性を持っている。しかしパラフィンをベースとする以上はPAOなどの低温流動性に優れた合成油と比較すると高い流動点を持つ事になる。
これに対してパラフィン系鉱油(GTL基油を含む)に対してはワックスの結晶化を阻害するなどの効果のある流動点降下剤（PPD）を添加し流動点を下げる処方が一般的に行われており、低温での使用を考慮したパラフィン系潤滑油では欠かせないものとなっている。流動点降下剤は流動点を大きく下げることが出来るが一定の添加量で効果が飽和、過剰に添加した場合はPPDにより粘度があがり流動性が低下する。流動点をどの程度下げられるかは組成やPPDにもよるが、最大限最適化した処方を行った場合は合成油に近い流動点を得る事も可能となっている。ナフテン系鉱油の場合はもとから流動点が低く一般的にはPPDは使用される事は少ない。

### 燃料
軽油でも寒冷地仕様には低温流動性向上剤を添加することで低温での流動性を上げる処方をしている。
バイオディーゼル燃料(BDF)は流動点が高い事が多く冬季や低温条件下での単独使用は困難となる。このため軽油との混合や流動点降下剤の添加が必要となる事が多い。なおBDF100%であれば軽油引取税は課税されない事となっているが、軽油と混合した場合BDF分にも課税される形となり、BDFに流動点降下剤を添加した場合、当該物質が炭化水素系燃料とみなされるとBDF全体に課税される可能性もあるなど、流動点は国内でのBDF普及への課題の1つともなっている。